# Clásica de Almería
Clásica de Almería er et spansk endagsløb i landevejscykling som bliver kørt hvert år i februar eller marts. Løbet er blevet afviklet siden 1986 og er af UCI klassificeret med 1.Pro. Løbet er en del af UCI ProSeries.

## Vindere
| År   | Vinder                       | Toer                        | Treer                      |
| ---- | ---------------------------- | --------------------------- | -------------------------- |
| 1986 | Miguel Ángel Martínez Torres |                             |                            |
| 1987 | Tomás Ortega                 |                             |                            |
| 1988 | José González                |                             |                            |
| 1989 | José Bernabé                 | Tomás Ortega                | Manuel Pascual Soler       |
| 1990 | Bernardo González            | Fernando Piñero Gallego     |                            |
| 1991 | Asier Guenetxea Sasiain      |                             |                            |
| 1992 | Kenneth Weltz                | Alfonso Gutiérrez           | Abraham Olano              |
| 1993 | Vjatjeslav Jekimov           | Eduardo Chozas              | Romes Gajnetdinov          |
| 1994 | Johan Capiot                 | Asiat Saitov                | Jans Koerts                |
| 1995 | Jean-Pierre Heynderickx      | Jo Planckaert               | Edwig Van Hooydonck        |
| 1996 | Wilfried Nelissen            | Asier Guenetxea Sasiain     | Jesper Skibby              |
| 1997 | Massimo Strazzer             | Max van Heeswijk            | Ján Svorada                |
| 1998 | Mario Traversoni             | Francesco Arazzi            | Óscar Freire               |
| 1999 | Ján Svorada                  | Nicola Minali               | Ángel Edo                  |
| 2000 | Isaac Gálvez                 | Ján Svorada                 | Markus Zberg               |
| 2001 | Tayeb Braikia                | Markus Zberg                | Endrio Leoni               |
| 2002 | Massimo Strazzer             | Markus Zberg                | Marc Lotz                  |
| 2003 | Luciano Pagliarini           | Massimo Strazzer            | Aleksej Markov             |
| 2004 | Jérôme Pineau                | Thomas Voeckler             | Benjamín Noval             |
| 2005 | José Iván Gutiérrez          | Sergi Escobar               | David Muñoz Bañón          |
| 2006 | Francisco Pérez              | Ricardo Serrano             | Adolfo García Quesada      |
| 2007 | Giuseppe Muraglia            | Eduard Vorganov             | Vicente Ballester Martínez |
| 2008 | Juan José Haedo              | Óscar Freire                | Graeme Brown               |
| 2009 | Greg Henderson               | Graeme Brown                | Stefano Garzelli           |
| 2010 | Theo Bos                     | Mark Cavendish              | Graeme Brown               |
| 2011 | Matteo Pelucchi              | José Joaquín Rojas          | Pim Ligthart               |
| 2012 | Michael Matthews             | Borut Božič                 | Roger Kluge                |
| 2013 | Mark Renshaw                 | Reinardt Janse van Rensburg | Francesco Lasca            |
| 2014 | Sam Bennett                  | Juan José Lobato            | Davide Viganò              |
| 2015 | Mark Cavendish               | Juan José Lobato            | Mark Renshaw               |
| 2016 | Leigh Howard                 | Aleksej Tsatevitj           | Aleksejs Saramotins        |
| 2017 | Magnus Cort                  | Rüdiger Selig               | Jens Debusschere           |
| 2018 | Caleb Ewan                   | Danny van Poppel            | Timothy Dupont             |
| 2019 | Pascal Ackermann             | Marcel Kittel               | Luka Mezgec                |
| 2020 | Pascal Ackermann             | Alexander Kristoff          | Elia Viviani               |
| 2021 | Giacomo Nizzolo              | Florian Sénéchal            | Martin Laas                |
| 2022 | Alexander Kristoff           | Nacer Bouhanni              | Giacomo Nizzolo            |
| 2023 | Matteo Moschetti             | Arnaud De Lie               | Jordi Meeus                |
| 2024 | Olav Kooij                   | Matteo Moschetti            | Matteo Trentin             |
| 2025 | Milan Fretin                 | Max Kanter                  | Émilien Jeannière          |